# Surgut
Surgut (tiếng Nga: Сургут) là một thành phố Nga. Thành phố này thuộc chủ thể Khu tự trị Khanty-Mansi. Thành phố có dân số 285.027 người (theo điều tra dân số năm 2002. Đây là thành phố lớn thứ 65 của Nga theo dân số năm 2002.

## Khí hậu
Surgut có khí hậu cận Bắc Cực (phân loại khí hậu Köppen Dfc), với mùa đông dài và rất lạnh trong khi mùa hè ngắn và ấm. Lượng mưa ở mức trung bình và cao hơn từ tháng 5 đến tháng 10.
| Dữ liệu khí hậu của Surgut              | Dữ liệu khí hậu của Surgut | Dữ liệu khí hậu của Surgut | Dữ liệu khí hậu của Surgut | Dữ liệu khí hậu của Surgut | Dữ liệu khí hậu của Surgut | Dữ liệu khí hậu của Surgut | Dữ liệu khí hậu của Surgut | Dữ liệu khí hậu của Surgut | Dữ liệu khí hậu của Surgut | Dữ liệu khí hậu của Surgut | Dữ liệu khí hậu của Surgut | Dữ liệu khí hậu của Surgut | Dữ liệu khí hậu của Surgut |
| Tháng                                   | 1                          | 2                          | 3                          | 4                          | 5                          | 6                          | 7                          | 8                          | 9                          | 10                         | 11                         | 12                         | Năm                        |
| --------------------------------------- | -------------------------- | -------------------------- | -------------------------- | -------------------------- | -------------------------- | -------------------------- | -------------------------- | -------------------------- | -------------------------- | -------------------------- | -------------------------- | -------------------------- | -------------------------- |
| Cao kỉ lục °C (°F)                      | 2.7 (36.9)                 | 6.5 (43.7)                 | 10.3 (50.5)                | 23.0 (73.4)                | 31.8 (89.2)                | 33.5 (92.3)                | 35.2 (95.4)                | 30.3 (86.5)                | 27.4 (81.3)                | 20.7 (69.3)                | 8.2 (46.8)                 | 2.5 (36.5)                 | 35.2 (95.4)                |
| Trung bình ngày tối đa °C (°F)          | −16.3 (2.7)                | −14.2 (6.4)                | −4.8 (23.4)                | 1.6 (34.9)                 | 10.6 (51.1)                | 18.9 (66.0)                | 22.4 (72.3)                | 18.2 (64.8)                | 10.8 (51.4)                | 2.5 (36.5)                 | −8.3 (17.1)                | −14.2 (6.4)                | 2.3 (36.1)                 |
| Trung bình ngày °C (°F)                 | −20.0 (−4.0)               | −18.3 (−0.9)               | −9.3 (15.3)                | −2.9 (26.8)                | 5.8 (42.4)                 | 14.4 (57.9)                | 18.2 (64.8)                | 14.4 (57.9)                | 7.4 (45.3)                 | −0.2 (31.6)                | −11.5 (11.3)               | −18.0 (−0.4)               | −1.7 (28.9)                |
| Tối thiểu trung bình ngày °C (°F)       | −23.4 (−10.1)              | −22 (−8)                   | −13.6 (7.5)                | −7.1 (19.2)                | 1.7 (35.1)                 | 10.1 (50.2)                | 14.0 (57.2)                | 10.8 (51.4)                | 4.6 (40.3)                 | −2.6 (27.3)                | −14.6 (5.7)                | −21.7 (−7.1)               | −5.3 (22.5)                |
| Thấp kỉ lục °C (°F)                     | −54.2 (−65.6)              | −55.2 (−67.4)              | −48.7 (−55.7)              | −39.7 (−39.5)              | −22 (−8)                   | −6.7 (19.9)                | −0.1 (31.8)                | −3.7 (25.3)                | −10.5 (13.1)               | −30.7 (−23.3)              | −46.9 (−52.4)              | −55 (−67)                  | −55.2 (−67.4)              |
| Lượng Giáng thủy trung bình mm (inches) | 25 (1.0)                   | 22 (0.9)                   | 28 (1.1)                   | 34 (1.3)                   | 58 (2.3)                   | 57 (2.2)                   | 76 (3.0)                   | 69 (2.7)                   | 85 (3.3)                   | 55 (2.2)                   | 39 (1.5)                   | 32 (1.3)                   | 580 (22.8)                 |
| Số ngày mưa trung bình                  | 0.3                        | 0.1                        | 1                          | 6                          | 12                         | 14                         | 12                         | 15                         | 15                         | 12                         | 3                          | 1                          | 91.4                       |
| Số ngày tuyết rơi trung bình            | 22                         | 18                         | 15                         | 9                          | 4                          | 1                          | 0                          | 0                          | 1                          | 11                         | 20                         | 23                         | 124                        |
| Độ ẩm tương đối trung bình (%)          | 81                         | 79                         | 75                         | 69                         | 65                         | 65                         | 67                         | 76                         | 79                         | 84                         | 84                         | 82                         | 76                         |
| Số giờ nắng trung bình tháng            | 31                         | 95                         | 147                        | 218                        | 252                        | 261                        | 311                        | 217                        | 136                        | 70                         | 46                         | 23                         | 1.807                      |
| Nguồn 1: Pogoda.ru.net                  |                            |                            |                            |                            |                            |                            |                            |                            |                            |                            |                            |                            |                            |
| Nguồn 2: NOAA                           |                            |                            |                            |                            |                            |                            |                            |                            |                            |                            |                            |                            |                            |

## Địa vị hành chính
Trong khuôn khổ các đơn vị hành chính, Surgut được hợp nhất thành thành phố trực thuộc khu tự trị Surgut, một đơn vị hành chính có địa vị ngang bằng với các huyện. Là một đơn vị đô thị, thành phố trực thuộc khu tự trị Surgut được hợp thành Okrug đô thị Surgut.

## Thành phố kết nghĩa
Surgut kết nghĩa với:
- Triều Dương, Trung Quốc
- Katerini, Hy Lạp
- Zalaegerszeg, Hungary

## Hình ảnh

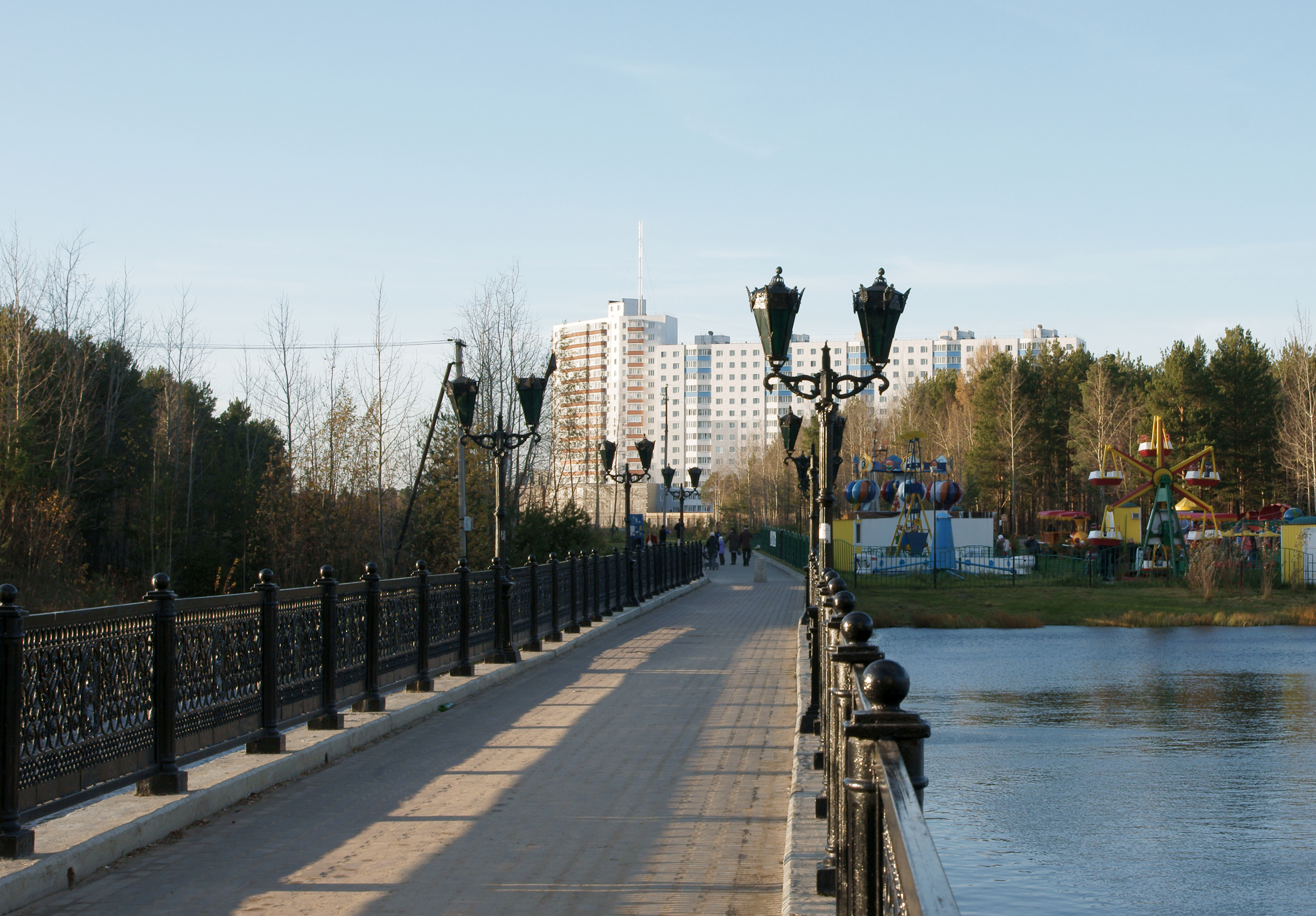
Một công viên trong thành phố, gần sông Saima
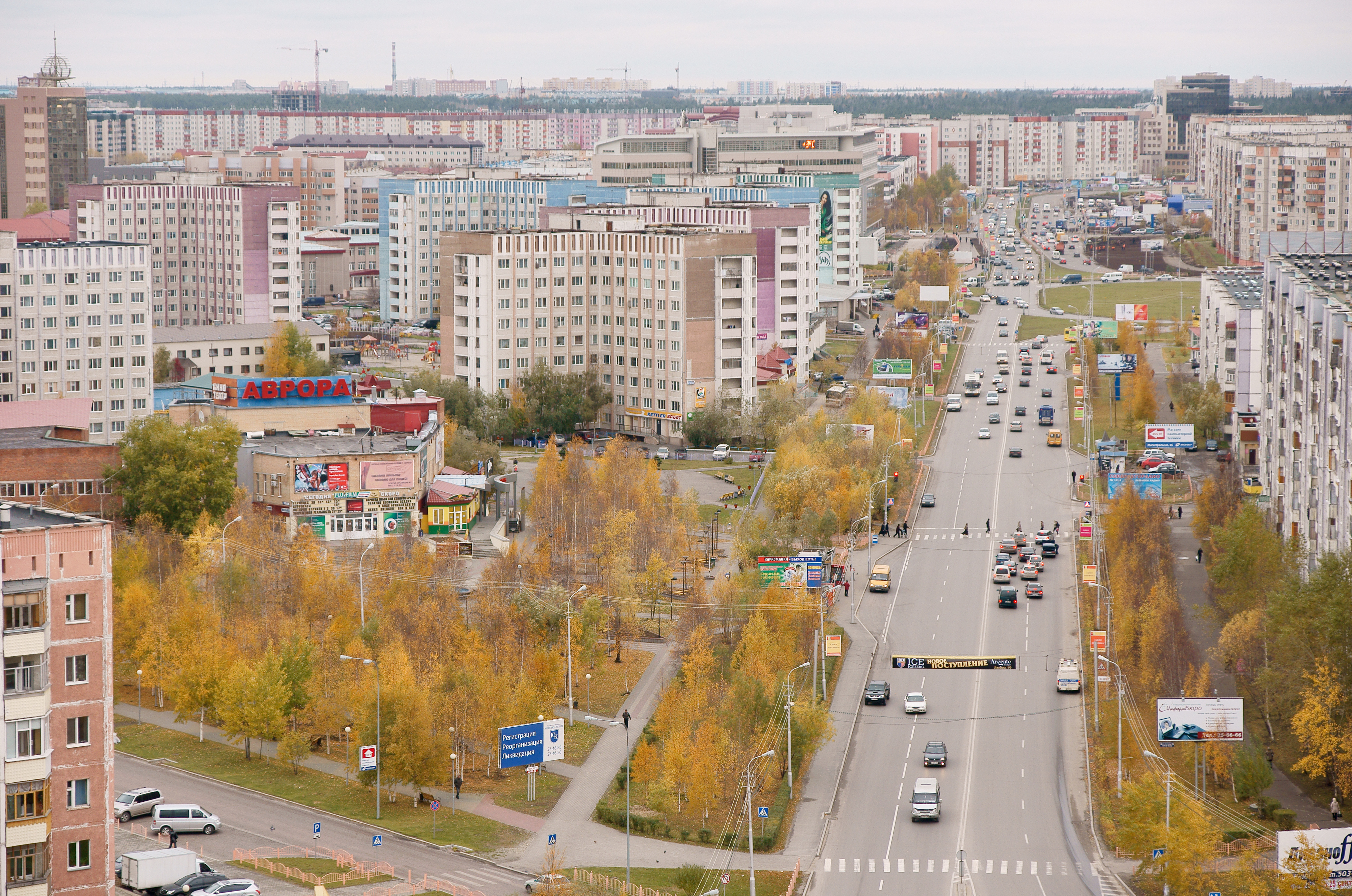
Surgut vào cuối tháng 9 năm 2009
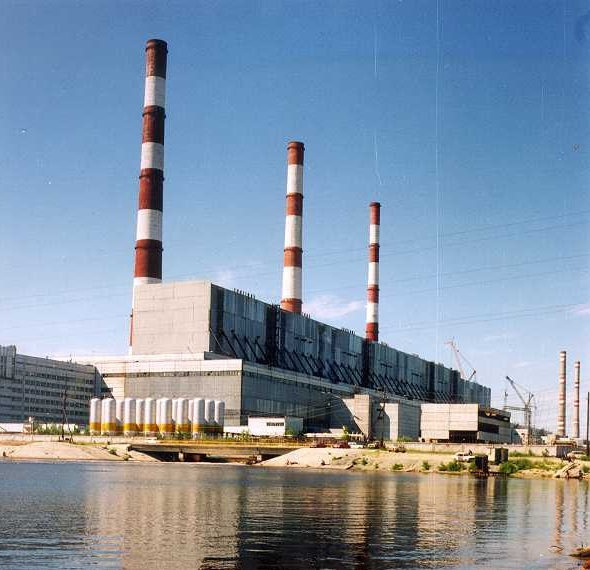
Nhà máy SDPP-2